# Sus 12 primeras canciones
Sus 12 primeras canciones es el tercer álbum de estudio de Camela, fue lanzado en 1996 en España. Estaba formado por temas de sus maquetas de 1992 y 1993, que fueron reeditadas en 1994, sumando unas 400.000 copias vendidas. En este trabajo fueron grabados de nuevo, remezclados y remasterizados.

## Pistas
Todas las canciones escritas y compuestas por Miguel Ángel Cabrera Jiménez. 
| Sus 12 primeras canciones |                       |          |  |
| N.º                       | Título                | Duración |  |
| 1.                        | «Palabras de papel»   | 4:28     |  |
| 2.                        | «Quiero yo tenerte»   | 3:57     |  |
| 3.                        | «Me gustan tus ojos»  | 3:56     |  |
| 4.                        | «Junto a mi»          | 4:12     |  |
| 5.                        | «Déjale nacer»        | 3:14     |  |
| 6.                        | «Te llevaré»          | 3:39     |  |
| 7.                        | «Sueños rotos»        | 3:40     |  |
| 8.                        | «Perdóname»           | 3:04     |  |
| 9.                        | «Vuelve a mí»         | 4:19     |  |
| 10.                       | «Báilame»             | 4:24     |  |
| 11.                       | «A ti mujer»          | 3:26     |  |
| 12.                       | «Olvida esas maneras» | 4:14     |  |
| 46:00                     |                       |          |  |

## Posicionamiento
| Lista  | Proveedor  | Posición | Certificación | Ventas  |
| ------ | ---------- | -------- | ------------- | ------- |
| España | Promusicae | 35       | 1x Oro        | 50 000+ |